# X-Men: First Class
X-Men: First Class (bra: X-Men: Primeira Classe; prt: X-Men: O Início) é um filme britânico-estadunidense de 2011, dos gêneros drama, ação e ficção científica, dirigido por Matthew Vaughn, com roteiro de Jane Goldman, Jamie Moss e Josh Schwartz baseado no grupo homônimo da Marvel Comics.
Estrelado por James McAvoy, Michael Fassbender, Jennifer Lawrence, Kevin Bacon, January Jones, Rose Byrne, Zoë Kravitz, Nicholas Hoult e Lucas Till, é o quinto filme da série de filmes X-Men, iniciada em 2000.
Considerado por boa parte do público e crítica mundial um dos melhores filmes da série, foi produzido por Bryan Singer e distribuído pela 20th Century Fox, tem seu enredo ambientado no início da década de 1960, durante a Crise dos mísseis de Cuba, um momento crítico da Guerra Fria em que o mundo vivia a iminência de uma guerra nuclear entre União Soviética e EUA. No roteiro está a origem de Erik Lenhsherr, o Magneto e Charles Xavier, o Professor X. O filme mostra a infância traumática durante a 2ª Guerra Mundial de Erik, à vida solitária e dedicada aos estudos de Xavier, cada detalhe é lembrado para mostrar o caminho de como dois amigos se tornam rivais.

## Sinopse
O filme mostra Charles Xavier (James McAvoy) e Erik Lehnsherr (Michael Fassbender) como dois amigos estudantes descobrindo-se mutantes, antes de se tornarem o Professor X e Magneto, respectivamente. Eles se unem a outros mutantes a fim de evitar uma ameaça à Terra, mas nessa luta acabam dando início à rivalidade que os acompanharia para sempre.

## Elenco e personagens
| Ator/Atriz         | Personagem               |
| ------------------ | ------------------------ |
| James McAvoy       | Charles Xavier           |
| Michael Fassbender | Erik Lehnsherr / Magneto |
| Jennifer Lawrence  | Raven Xavier / Mística   |
| Rose Byrne         | Moira McTaggert          |
| Kevin Bacon        | Sebastian Shaw           |
| Nicholas Hoult     | Hank McCoy / Fera        |
| January Jones      | Emma Frost               |
| Caleb Landry Jones | Sean Cassidy / Banshee   |
| Lucas Till         | Alex Summers / Destrutor |
| Jason Flemyng      | Azazel                   |
| Oliver Platt       | Homem de Preto           |
| Zoë Kravitz        | Angel Salvadore          |
| Edi Gathegi        | Armando Muñoz / Darwin   |
| Corey Johnson      | Chefe Warden             |
| Demetri Goritsas   | Levene                   |
| Annabelle Wallis   | Amy                      |
| Don Creech         | William Stryker Sr.      |
| Hugh Jackman       | Logan                    |
| James Remar        | General                  |
| Ray Wise           | Secretário de Estado     |
| Michael Ironside   | Capitão                  |
| Lawrence Belcher   | Charles Xavier - 12 anos |
| Morgan Lily        | Raven - 10 anos          |
| Rade Šerbedžija    | General Russo            |
| Glenn Morshower    | Coronel Hendry           |
| Rebecca Romijn     | Loira Sexy               |
| Beth Goddard       | Sra. Xavier              |
| Matt Craven        | Diretor da CIA McCone    |
| Sasha Pieterse     | Garota no aquário        |
| Imagem             | John Kennedy na TV       |

Rebecca Romijn faz uma aparição rápida como uma Mística adulta e Hugh Jackman surge como Logan / Wolverine, que não quer conversar com Xavier e Magneto.

## Produção

### Desenvolvimento

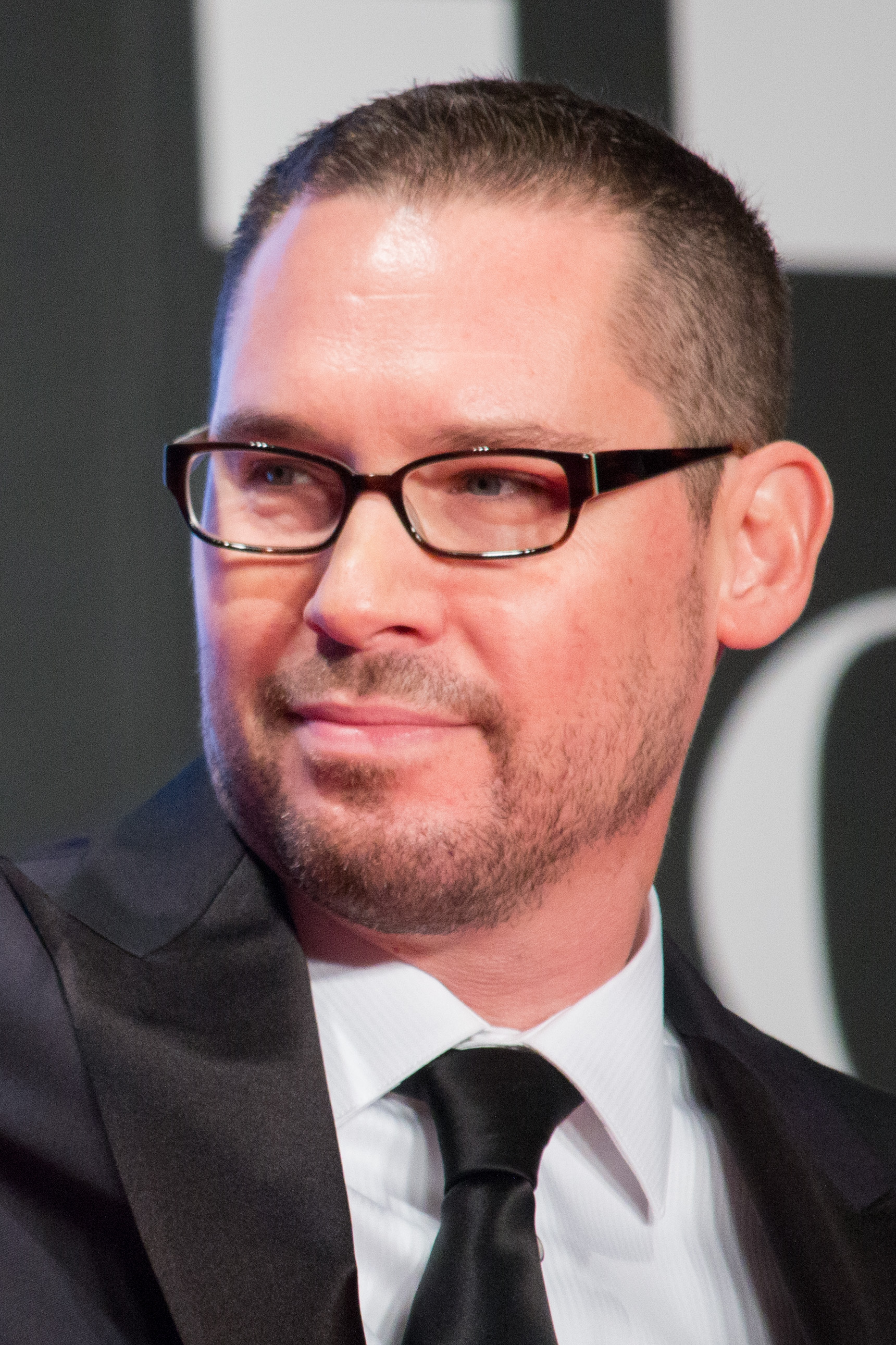
O trabalho de Bryan Singer e X-Men e X2 influenciou grandemente o desenvolvimento de First Class.

Durante a produção de X2, o produtor Lauren Shuler Donner havia discutido a ideia de realizar uma trama baseada na juventude dos membros dos X-Men. A proposta, aceita pelo elenco e equipe, voltou a ser revivida durante os estágios de produção de X-Men: The Last Stand. Um dos roteiristas deste último filme, Zak Penn, chegou a ser contratado para escrever e dirigir este spin-off, que acabou sendo cancelado pouco tempo depois. Em 2007, Penn esclareceu que "a ideia original seria realizar um spin-off com jovens X-Men. Mas, alguém trouxe uma ideia mais interessante...foi o cara que trabalhou comigo, chamado Mike Chamoy. Ele trouxe a ideia de fazer um filme dos X-Men que não era nada do esperado".
No mesmo período, em dezembro de 2004, a 20th Century Fox contratou o roteirista Sheldon Turner para esboçar um spin-off de X-Men, e ele escolheu abordar Magneto, intitulando o roteiro como "O Pianista encontra os X-Men". De acordo com Turner, o roteiro se passava entre 1939 e 1955 e retratava a luta de Magneto para sobreviver em Auschwitz. Posteriormente, ele conhece Xavier, um jovem soldado, durante a libertação do campo de concentração, e passa a perseguir seus antigos torturadores nazistas. Em abril de 2007, David S. Goyer foi contratado como diretor do futuro filme, que seria trabalhado em flashback e contaria novamente com a atuação de Ian McKellen no papel de Magneto como recurso moldura. As filmagens estavam planejadas para ocorrerem na Austrália e o lançamento seria em 2009, porém foi adiado por conta da greve do Sindicato dos Roteiristas.
O produtor Simon Kiberg estudou a série em quadrinhos X-Men: First Class e sugeriu que o estúdio realizasse uma adaptação ao cinema. Kinberg, contudo, não desejava manter-se fiel aos fatos narrados na publicação original, já que considerava-a "não suficientemente atual em termos de cronologia" e "muito similar a Twilight e os filmes de John Hughes. Além disso, a equipe envolvida buscava inserir novos personagens a partir deste novo filme. Kinberg e Shuler Donner concordaram em implementar personagens com visual e poderes ainda não trabalhados no Universo Cinematográfico Marvel e que funcionassem como uma equipe, ainda que não cooperassem no desenrolar da trama. Posteriormente, Shuler Donner afirmou que a expectativa era de que First Class fosse liberado dependendo do sucesso de X-Men Origins: Magneto. O projeto necessitava ainda de aprovação para as filmagens em Washington, D.C., e em dezembro de 2008, Goyer anunciou que as filmagens seriam iniciadas com o lançamento de X-Men Origins: Wolverine. Entre outras pequenas alterações na história provisória, o enredo foi transferido para a década de 1960 para incluir a atuação de Xavier e Magneto contra um adversário em comum.
Em 2008, Josh Schwartz foi contratado para escrever o roteiro enquanto deixava a possibilidade de dirigir o filme. Em seguida, a Fox contactou Bryan Singer, diretor de X-Men e X2, em outubro de 2009. Schwartz afirmou que Singer desconsiderou seu trabalho por "querer um tipo muito diferente de filme", e preferiu escrever o próprio enredo que seria trabalhado posteriormente por Jamie Moss.
Em 2009, Ian McKellen anunciou sua desistência em reprisar o papel de Magneto, alegando idade avançada. Shuler Donner acabou por admitir que o filme poderia nunca ser realizado, afirmando que este "estava no fim da lista" de prioridades da companhia. Donner e Singer afirmaram conjuntamente que Magneto não seria produzido, já que o enredo de First Class englobaria todo o planejado para o projeto anterior. Singer negou ter tomado o roteiro de Turner como inspiração para First Class, porém o Sindicato de Roteiristas da América creditou-o pelo roteiro do filme, enquanto as colaborações de Moss e Schwartz acabaram não sendo mencionadas. Singer traçou a linha do tempo do filme no período em que Xavier e Magneto eram jovens, no início da década de 1960, abordando alternativamente a Crise dos Mísseis de 1962.
Além de Moss, Ashley Edward Miller e Zack Stentz foram contratados para reescrever o enredo. Miller comparou-o ao trabalho de Singer nos dois primeiros filmes da franquia. A dupla concentrou a trama na relação entre Xavier e Magneto, desenvolvendo os demais personagens em como "estes lideram com as tensões entre os dois principais líderes mutantes". Singer deixou o cargo de diretor em março de 2010 por conta de seu trabalho em Jack the Giant Killer, passando a atuar somente como produtor.

### Filmagens

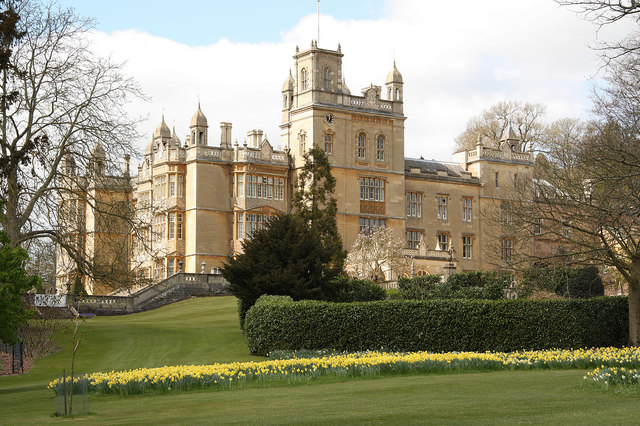
Englefield House serviu de locação para a

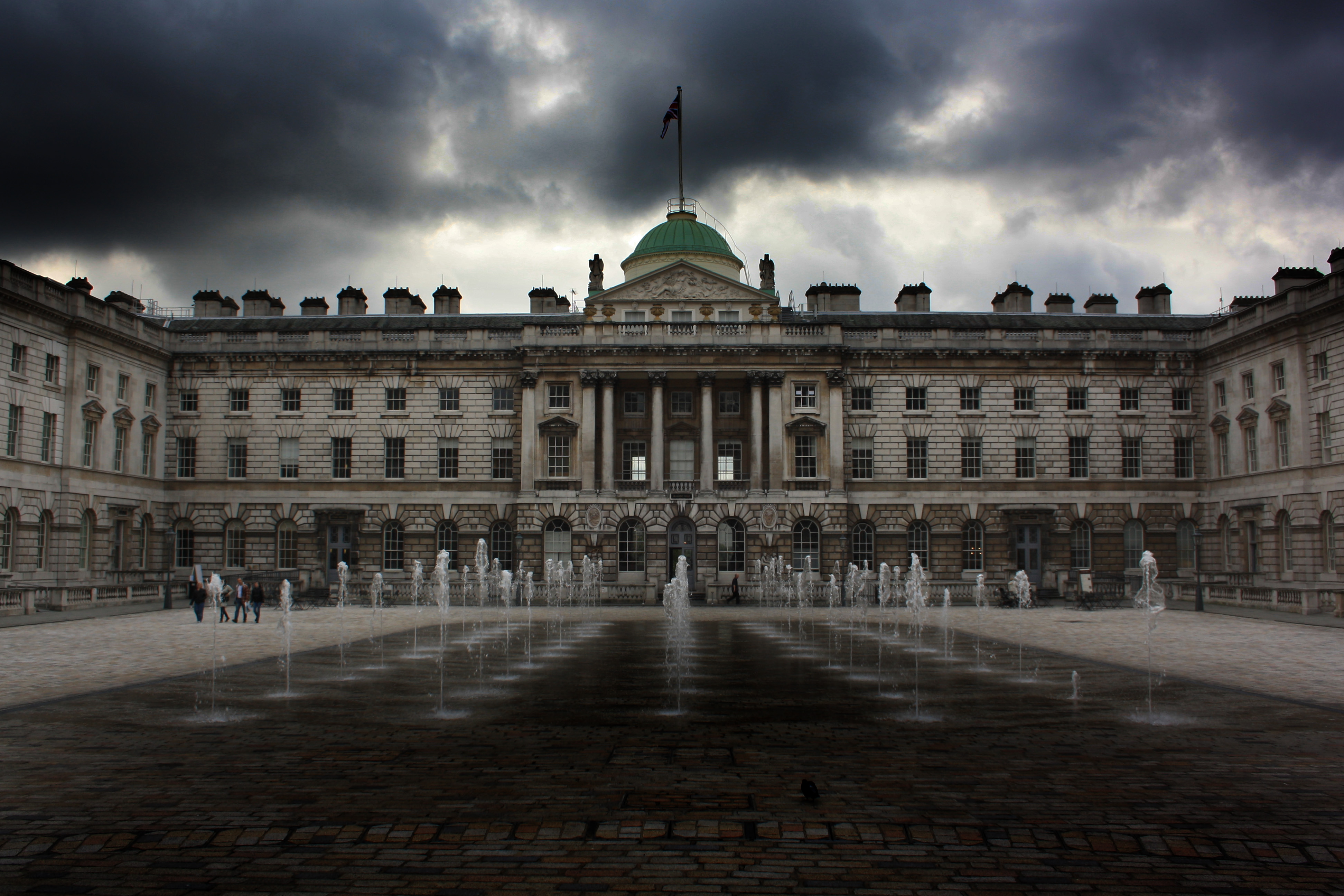
Somerset House, em Londres, serviu de locação para o banco

A filmagem principal teve início em 31 de agosto de 2010 em Oxford, Inglaterra, incluindo alguns edifícios da Universidade Oxford, sendo encerrada dois dias depois.  Em seguida, a produção foi estabelecida nos Estúdios Pinewood, em Iver, e posteriormente para a Geórgia, incluindo locais como Tybee Island, Thunderbolt e Savannah, e regiões da Luisiana, Carolina do Norte e Michigan. A localidade de Jekyll Island foi selecionada em detrimento de Tybee Island após a equipe considerar a coloração das águas mais favoráveis à filmagens das cenas finais. Mudas de palmeiras foram plantadas ao longo do litoral da ilha para dar a impressão de uma paisagem tropical, porém a temperatura amena acabou por dificultar a sobrevivência de tais plantas, levando a equipe a intensificar os efeitos especiais. Locações adicionais foram estabelecidas na Rússia. Uma parte do enredo se passa na cidade litorânea argentina de Villa Gesell, mas foi na realidade filmada em outra região do país sul-americano. Outras locações nos Estados Unidos incluem Washington, D.C., o Deserto de Mojave e os estúdios da FOX em Los Angeles.
O palacete elisabetano Englefield House, situado em Berkshire, foi utilizado como locação para a Mansão X, tendo seu interior brevemente modificado para relembrar a aparência da residência mutante nos filmes anteriores. O submarino e o Jato X foram construídos em sets hidráulicos para que pudessem simular os movimentos rotativos dos veículos fictícios. A filmagem foi encerrado em dezembro do mesmo ano, porém cenas adicionais foram realizadas em Long Beach e se estenderam até abril de 2011. Vaughn declarou nunca ter trabalhado sob "tanta pressão", por conta do calendário de lançamento apertado. O filme custou aproximadamente 160 milhões de dólares em produção, sem considerar as taxas inflacionárias.

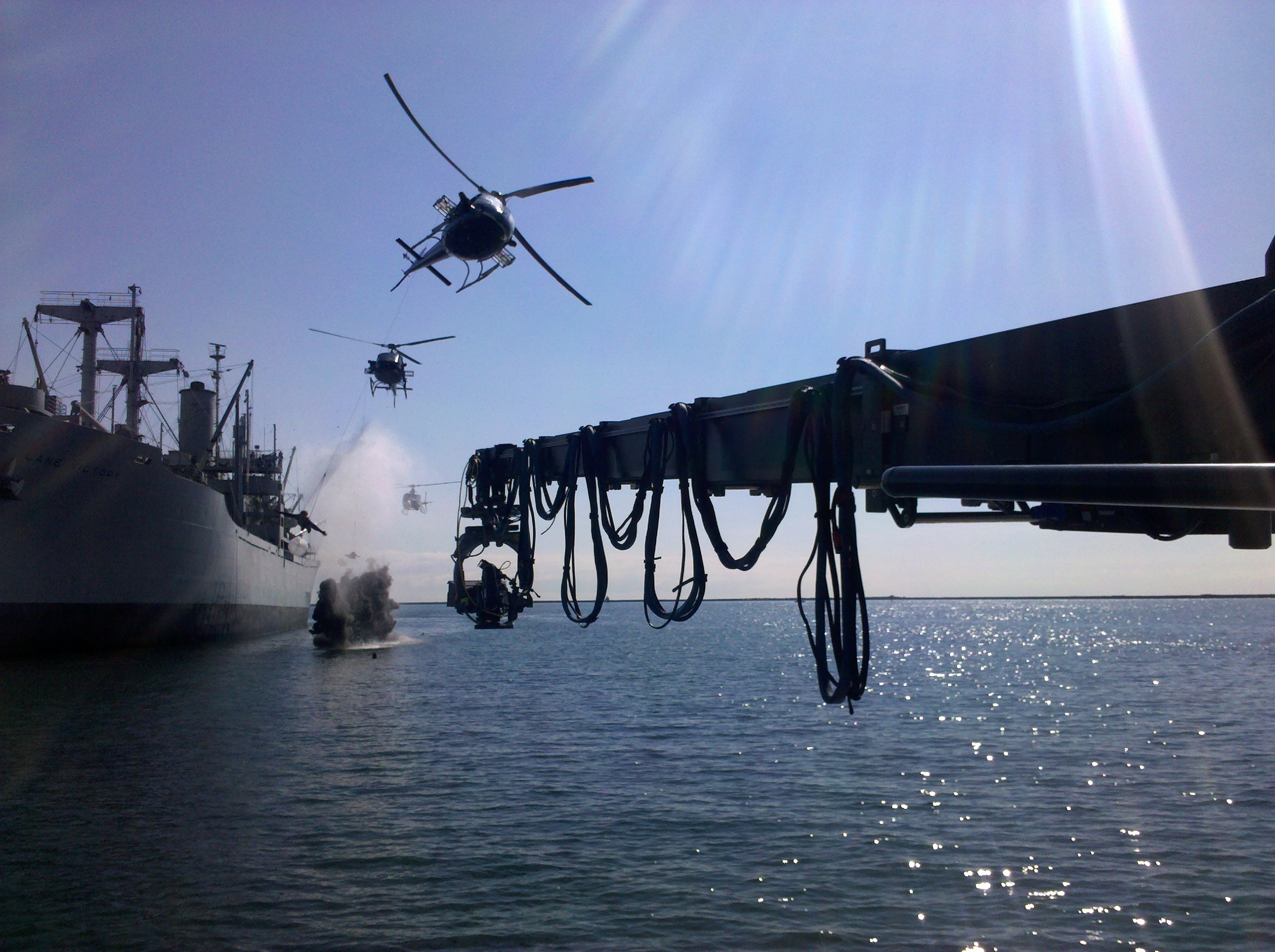
Filmagem das cenas finais de X-Men: First Class, em fevereiro de 2011.

O cenário da década de 1960 em First Class, tecnologicamente baseado nos filmes de James Bond, também englobou um teor internacional dos personagens. Kinberg afirmou que a franquia britânica havia sido uma grande influência para o filme mediante a forma como "fizeram um excelente trabalho ao representar o período de forma brusca e repleta de ação", e Vaughn acrescentou que seu Magneto era uma tentativa de recriar o James Bond de Sean Connery por conta do estilo "linha dura, arrogante e charmoso". O diretor afirmou também que seu objetivo principal seria sentir-se "em um filme de Bond nos anos 60, porém com um pouco mais de realidade. Eu queria somente uma parte deste mundo de mutantes sobrevindo. Um mutante neste mundo tendo poderes necessitava ser equivalente a nós, ou tão normal quanto possível, a menos que os humanos passassem a vê-los pela primeira vez". Simultaneamente, Vaughn tentou criar "o equilíbrio sangrento" entre moderno e antigo ao recriar os anos 60 de forma que fossem "não tão estranho para os mais jovens". O diretor também tentou retratar o período de forma realista, particularmente "a onda misógina dos anos 60" com mulheres em trajes provocativos e a capacidade de McTaggert à frente da CIA sendo constantemente questionada.
Vaughn declarou ter rodado o filme de forma que relembrasse as produções do período, com "enquadramento muito tradicional e raros movimentos de câmera", além de usar o formato anamórfico "ao criar uma experiência widescreen", muito emblemático da década de 1960, como nos filmes de Bond. O diretor contratou cinco cinematógrafos - ainda que os créditos tenham sido dados somente a John Mathieson - e quatro assistentes de direção para cobrir tudo o que havia sido planejado para o filme. Matt Johnson, o supervisor de efeitos visuais, acrescentou que para a iluminação digital das cenas do interior do Cérebro, foram utilizados "elementos antigos" como o lens flare e a aberração cromática. A estética do período também foi trabalhada pelos designers Simon Clowes e Kyle Cooper, responsáveis pelos créditos finais, que buscaram criar algo plenamente possível através de equipamentos da época. A sequência de créditos mostra filamentos de DNA em formas geométricas comuns.

### Efeitos visuais

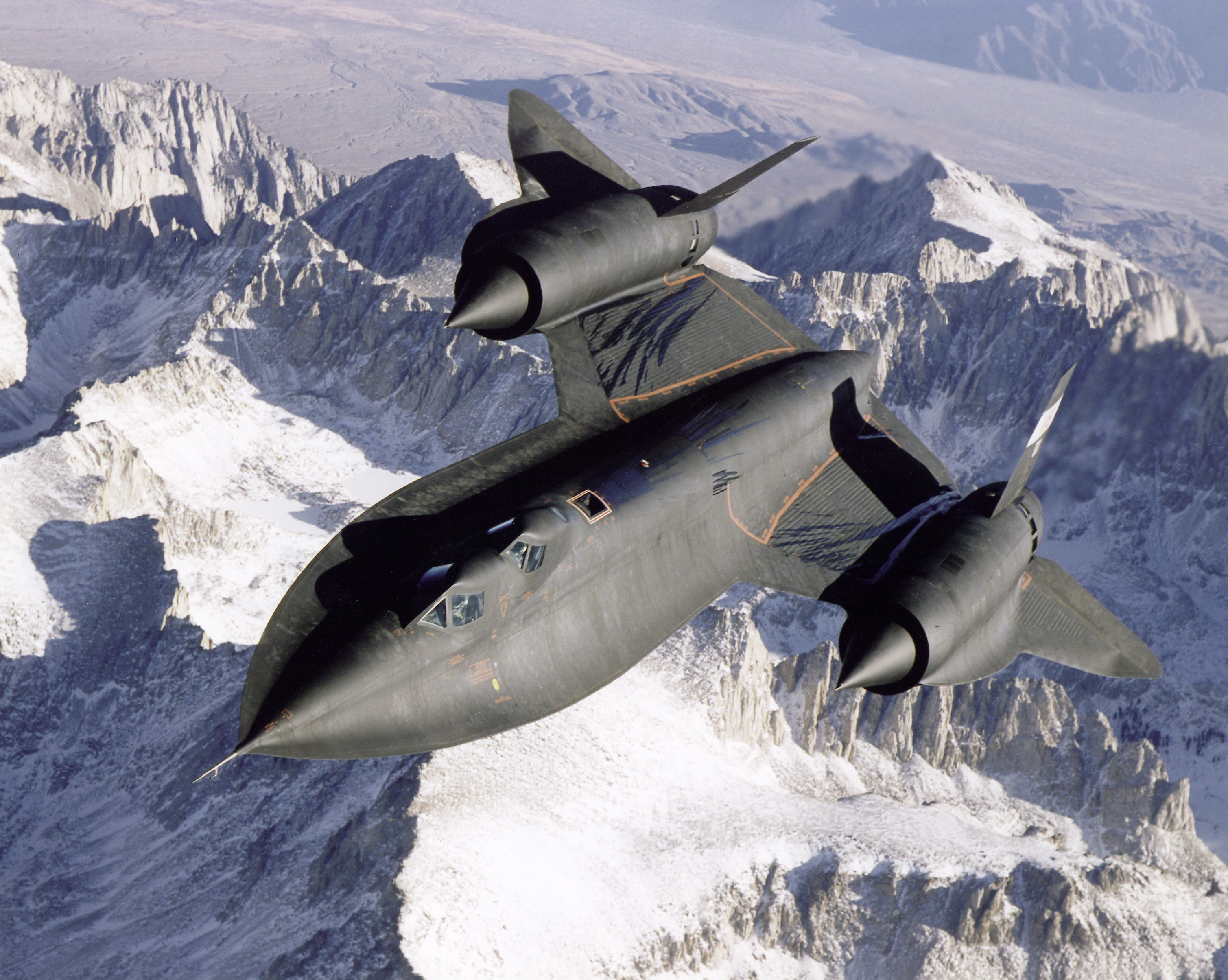
A aparência do icônico Jato-X foi inspirada no Lockheed SR-71 Blackbird.

First Class recebeu mais de 1,150 sequências de efeitos visuais, produzidos por seis empresas: Rhythm & Hues (responsável pelos efeitos de Emma Frot, Mística e Anjo); Cinesite (responsável por Azazel e o interior do Cérebro); Luma Pictures (responsável por Banshee, Destrutor e Darwin); Moving Picture Company (responsável por Fera e Maré Selvagem e a cena em que o iate de Shaw é destruído); Digital Domain (responsável pelos poderes de Shaw) e a Weta Digital (que desenvolveu a cena da batalha em Cuba). Toda a parte de efeitos especiais foi coordenada por John Dysktra, que afirmou ser o calendário sua maior dificuldade". A empresa britânica 4dMax utilizou scanners 3D especiais para digitalizar informações do cenário e dos atores que seriam trabalhados com efeitos visuais. Isto permitiu a criação de cenas totalmente geradas por computação, como a cena da batalha entre Magneto e Shaw num reator nuclear espelhado - inspirada em cena de Enter the Dragon - e as cenas interiores do Cérebro. Modelos digitais de Washington, D.C. e Moscou também foram desenvolvidas com base em fotografias reais destes locais, sendo que a cena da capital russa foi baseada em fotos da Praça Vermelha de 1962, incluindo armamento e uniformes militares correspondentes à época. Com exceção das cenas em alto-mar ou em aeronaves, a cena da batalha naval foi totalmente gerada por computação, incluindo uma simulação gráfica das ondas marítimas e um modelo em alta escala do Jato X, o submarino de Shaw e outros vários navios de guerra. Os desenvolvedores basearam-se em veículos verdadeiros, a começar pelo próprio Jato X que foi inspirado em um Lockheed SR-71 Blackbird modificado. Os submarinos foram baseados em veículos da década de 1960, como Kresta I e II, da então União Soviética.

## Música
Henry Jackman, que havia colaborado com Vaughn em Kick-Ass, foi contratado para compor a trilha sonora de First Class. Seguindo as influências de James Bond sobre o filme, Jackman inspirou-se no trabalho de John Barry para a franquia de espionagem britânica, o que descreveu como "música pop de extrema elegância". Jackman iniciou seu trabalho por um tema "ao estilo de Superman", que ocorre somente na sequência de encerramento do filme, já que Vaughn considerou-o muito "bem-sucedido e triunfante" para os eventos ao longo da trama. Entretanto, Vaughn voltou a trabalhar uma versão 'estendida' do tema ao longo da trilha sonora. Os temas de Magneto e Shaw são propositalmente similares e refletem sua relação paternal "conturbada", ocorrendo até mesmo um medley durante a cena onde Shaw é morto para representar a transformação completa de Lensherr em Magneto.
Respondendo sobre a escolha de "Love Love", da banda Take That, para os créditos finais, Vaughn comentou: "encontrei com Gery Barlow em Los Angeles e conversamos um pouco sobre o filme. Eu disse: 'Você gostaria de assistir uma parte?' E eles vieram e escreveram a canção. Eu ouvi e disse: 'Acho que será um sucesso'. Uma versão instrumental da canção "Run (I'm a Natural Disaster)", de Gnarls Barkley, também é utilizada na cena do recrutamento de mutantes.

### Trilha sonora
Todas as músicas compostas por Henry Jackman.
| X-Men: First Class: Original Motion Picture Soundtrack |                            |         |  |
| N.º                                                    | Título                     | Duração |  |
| 1.                                                     | "First Class"              | 3:20    |  |
| 2.                                                     | "Pain and Anger"           | 2:58    |  |
| 3.                                                     | "Would You Date Me?"       | 1:44    |  |
| 4.                                                     | "Not That Sort of Bank"    | 3:27    |  |
| 5.                                                     | "Frankenstein's Monster"   | 3:03    |  |
| 6.                                                     | "What Am I Thinking"       | 2:10    |  |
| 7.                                                     | "Cerebro"                  | 2:23    |  |
| 8.                                                     | "Mobilise for Russia"      | 1:18    |  |
| 9.                                                     | "Rise Up to Rule"          | 5:56    |  |
| 10.                                                    | "Cold War"                 | 3:20    |  |
| 11.                                                    | "X-Training"               | 4:27    |  |
| 12.                                                    | "Rage and Serenity"        | 2:06    |  |
| 13.                                                    | "To Beast or Not to Beast" | 4:47    |  |
| 14.                                                    | "True Colors"              | 1:51    |  |
| 15.                                                    | "Let Battle Commence"      | 4:45    |  |
| 16.                                                    | "Sub Lift"                 | 2:19    |  |
| 17.                                                    | "Coup d'état"              | 2:15    |  |
| 18.                                                    | "Mutant and Proud"         | 3:28    |  |
| 19.                                                    | "X-Men"                    | 2:59    |  |
| 20.                                                    | "Magneto"                  | 1:53    |  |
| Duração total:                                         | Duração total:             | 60:14   |  |

## Recepção

### Recepção crítica
X-Men: First Class teve sua estreia em Nova Iorque no dia 25 de maio de 2011. A campanha promocional do filme buscou parcerias não convencionais, com parcerias entre Fox e Farmers Insurance Group, BlackBerry PlayBook e o próprio Exército dos Estados Unidos. A companhia alimentícia Wrigley lançou uma linha de gomas de mascar baseada nos personagens do filme.
No site Rotten Tomatoes, o filme possui aprovação de 86%, com notas de 7.4/10. A crítica do site ainda relata que "com um forte roteiro, direção talentosa e performances destacadas de seu muito bem seleto elenco, X-Men: First Class é um aguardado retorno da franquia à forma". No Metacritic, o filme recebeu pontuação de 65 de 100, baseado em 38 críticas, indicando "críticas favoráveis, no geral". Os redatores do site CinemaScore deram ao filme uma nota geral de "B+", em escala de "A+" a "F".
Entre as publicações da grande imprensa, o The Hollywood Reporter considerou "a audaciosa, confiante e potente energia" do jovem, acrescentando que "o diretor Vaughn manteve de forma impressionante o foco na claridade e poder dramático...equilibrando o caos com uma coerência louvável", o que teria sido acompanhado pela "trilha impressionante de Henry Jackman". Escrevendo para a Variety, Justin Chang afirmou que o filme "parece rápido, elegante e notavelmente coerente" e que "os efeitos visuais de John Dykstra são suavemente e imaginativamente integrados". Frank Lovece, da Film Journal International, elogiou o "inteligente e malicioso roteiro com um tema multifacetado que jamais perde o foco da história principal e faz de cada intervenção emocional um choque para os personagens. Não é um filme para crianças".

### Bilheterias
O filme estreou no topo das bilheteria estadunidenses com US$55.1 milhões, uma abertura que só superou o faturamento do primeiro filme.  No mesmo fim de semana conseguiram mais US$61 milhões de mercados estrangeiros, incluindo o Brasil, onde estreou com 594 mil espectadores e faturamento de R$ 6,3 milhões. O filme fechou com um faturamento de US$146,408,305 nos EUA e US$ 206,2 milhões mundialmente elevando sua bilheteria final a US$ 352,6 milhões. Críticas foram positivas, considerando o filme um bom recomeço para a série, no site Rotten Tomatoes o filme teve uma aprovação de 86%.

### Prêmios e indicações
| Premiação                            | Categoria                         | Indicado(s)                                                                                 | Resultado                   |
| ------------------------------------ | --------------------------------- | ------------------------------------------------------------------------------------------- | --------------------------- |
| National Board of Review             | Prêmio Spotlight                  | Michael Fassbender                                                                          | Venceu[carece de fontes?]   |
| Los Angeles Film Critics Association | Melhor Ator                       | Michael Fassbender                                                                          | Venceu[carece de fontes?]   |
| Teen Choice Awards                   | Revelação Feminina                | Jennifer Lawrence                                                                           | Indicada[carece de fontes?] |
| Teen Choice Awards                   | Revelação Feminina                | Zoë Kravitz                                                                                 | Indicada[carece de fontes?] |
| Teen Choice Awards                   | Melhor vilão                      | Kevin Bacon                                                                                 | Indicado[carece de fontes?] |
| Teen Choice Awards                   | Melhor química                    | Lucas Till, Jennifer Lawrence, Nicholas Hoult Zoë Kravitz, Caleb Landry Jones e Edi Gathegi | Indicado[carece de fontes?] |
| Teen Choice Awards                   | Melhor filme de ficção científica | First Class                                                                                 | Indicado[carece de fontes?] |

## Cronologia
Linha do Tempo (Presente):
X-Men: Primeira Classe (Ano de 1963)
X-Men Origens: Wolverine (prelúdio ambientado em 1845, história principal em 1979)
X-Men: O Filme (ano de 2000)
X-Men 2 (ano de 2003)
X-Men: O Confronto Final (ano de 2006)
Wolverine - Imortal (ano de 2011)
Linha do Tempo (Logan):
Logan (Ano de 2029)
Deadpool & Wolverine (Ano posterior à 2029)
Linha do Tempo (Revisada):
X-Men: Primeira Classe (Ano de 1962)
X-Men: Dias de Um Futuro Esquecido (Passado; Ano de 1973)
X-Men: Apocalipse (Ano de 1983)
X-Men: Fênix Negra (Ano de 1992)
Deadpool (Ano de 2016)
Deadpool 2 (Ano de 2018)
X-Men: Dias de um Futuro Esquecido (Futuro; Ano de 2023)
Deadpool & Wolverine (Ano de 2024)

OBS: X-Men: Dias de Um Futuro Esquecido alterou ambas as linhas do tempo. A linha do tempo do passado e futuro se separaram e cada uma tomou um rumo diferente, deixando de depender uma da outra.